# 1re série 1954/55
Die Saison 1954/55 war die 33. Spielzeit der 1re série, der höchsten französischen Eishockeyspielklasse. Meister wurde zum insgesamt 15. Mal in der Vereinsgeschichte der Chamonix Hockey Club. 

## Meisterschaft
- 1. Platz: Chamonix Hockey Club
- 2. Platz: Paris Université Club
- 3. Platz: CSG Paris
- 4. Platz: Club des patineurs lyonnais
- 5. Platz: Ours de Villard-de-Lans
- 6. Platz: Diables Rouges de Briançon
- 7. Platz: US Métro
- 8. Platz: Radio Tout Sport
- 9. Platz: Gap Hockey Club
- 10. Platz: Sporting Hockey Club Saint Gervais
- 11. Platz: ?
- 12. Platz: ?
- 13. Platz: ASPP Paris
- 14. Platz: Club des Sports de Megève
- 15. Platz: Athletic Club de Boulogne-Billancourt
- 16. Platz: ?
- 17. Platz: ?
- 18. Platz: Central HC